# Kepler-181b
Kepler-181b es un planeta extrasolar que forma parte de un sistema planetario formado por al menos dos planetas. Orbita la estrella denominada Kepler-181. Fue descubierto en el año 2014 por la sonda Kepler por medio de tránsito astronómico.